# Sergio Rochet
Sergio „Chino” Rochet Álvarez (ur. 23 marca 1993 w Nueva Palmira) – urugwajski piłkarz pochodzenia włoskiego występujący na pozycji bramkarza, reprezentant Urugwaju, od 2023 roku zawodnik brazylijskiego Internacionalu.